# Ф'єзоле
Ф'єзоле (італ. Fiesole) — муніципалітет в Італії, у регіоні Тоскана,  метрополійне місто Флоренція.
Ф'єзоле розташоване на відстані близько 240 км на північний захід від Рима, 5 км на північний схід від Флоренції.
Парафія багата мистецькими скарбами різних епох, місцеперебування Інституту Європейського університету, кафедри Відродження Гарвардського університету та Джорджтаунського університету, а також резиденція єпископа Ф'єзоле. акож у муніципалітеті знаходиться музична академія Ф'єзоле, одна з найпрестижніших консерваторій Італії. Дія Декамерона флорентійського автора Джованні Боккаччо розгортається у Ф’єзоле XIV століття. У 20 столітті місто було детально описано як у романі Пітер Камензінд (1904) Германа Гессе, так і в Кімнаті з краєвидом Е. М. Форстера (1908).
Місто століттями було відоме як ексклюзивне шикарне передмістя флорентійського вищого класу і, згідно зі статистикою, досі є найбагатшим муніципалітетом у всій Тоскані.
Населення — 14 075 осіб (2014).
Щорічний фестиваль відбувається 6 липня. Покровитель — San Romolo.

## Демографія
Населення за роками:

Станом на 1 січня 2023 року в муніципалітеті офіційно проживали 1332 іноземці з 92 країн, серед них 413 громадян країн Євросоюзу та 52 громадяни України.

## Уродженці
- Емільяно Вівіано (*1985) — італійський футболіст.
- Андреа Барцальї (*1981) — італійський футболіст.
- Алессіо Краньйо (*1994) — італійський футболіст.

## Сусідні муніципалітети
- Баньйо-а-Риполі
- Борго-Сан-Лоренцо
- Флоренція
- Понтассьєве
- Сесто-Фьорентіно
- Валья

## Галерея зображень

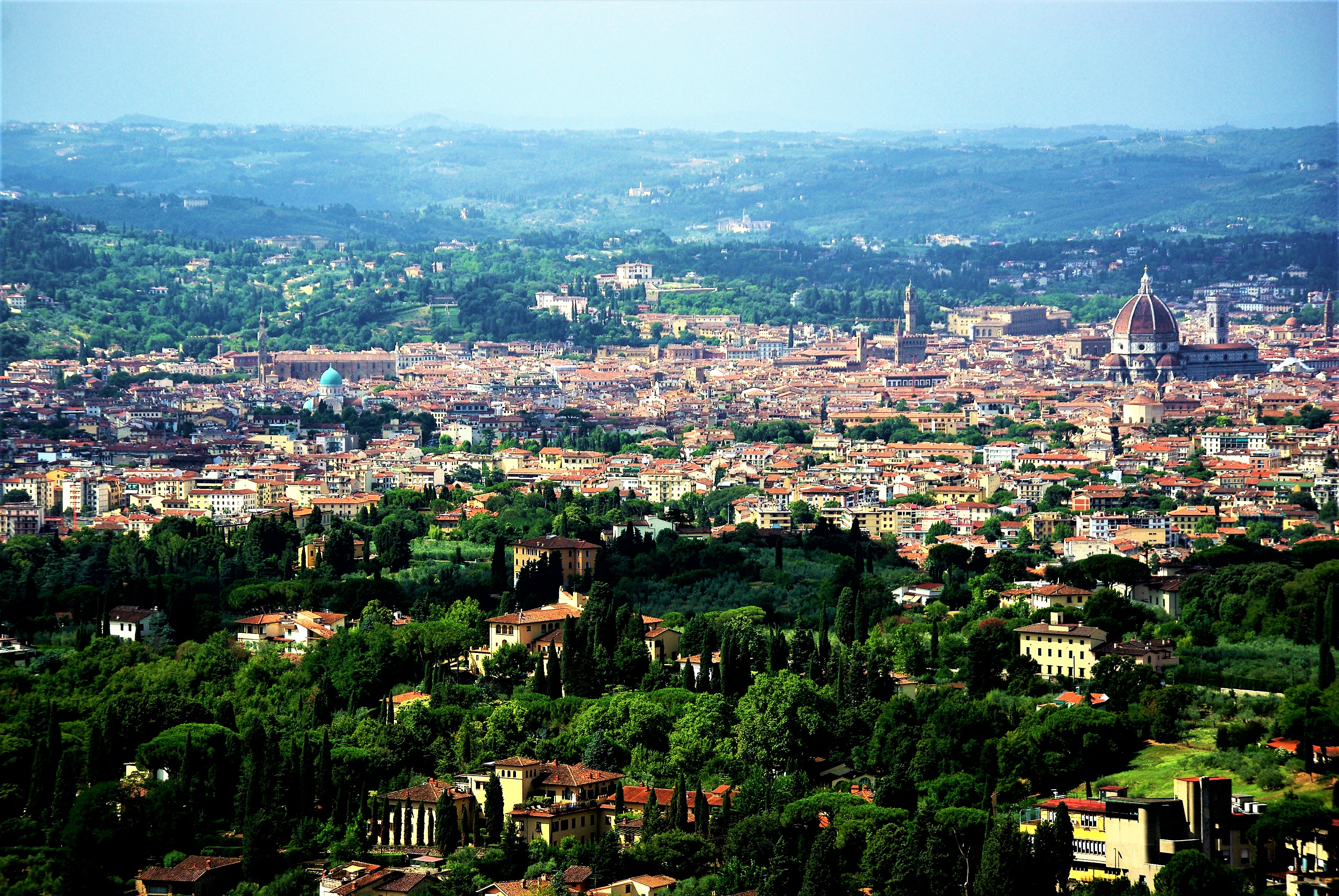
Пагорб Ф'єзол перед Флоренцією
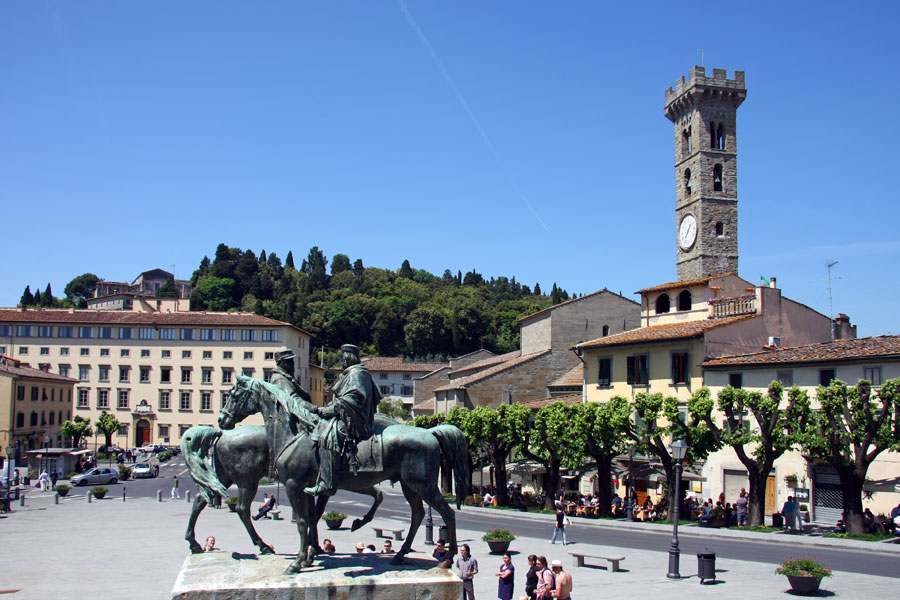
Пьяцца Міно в центрі муніципалітету
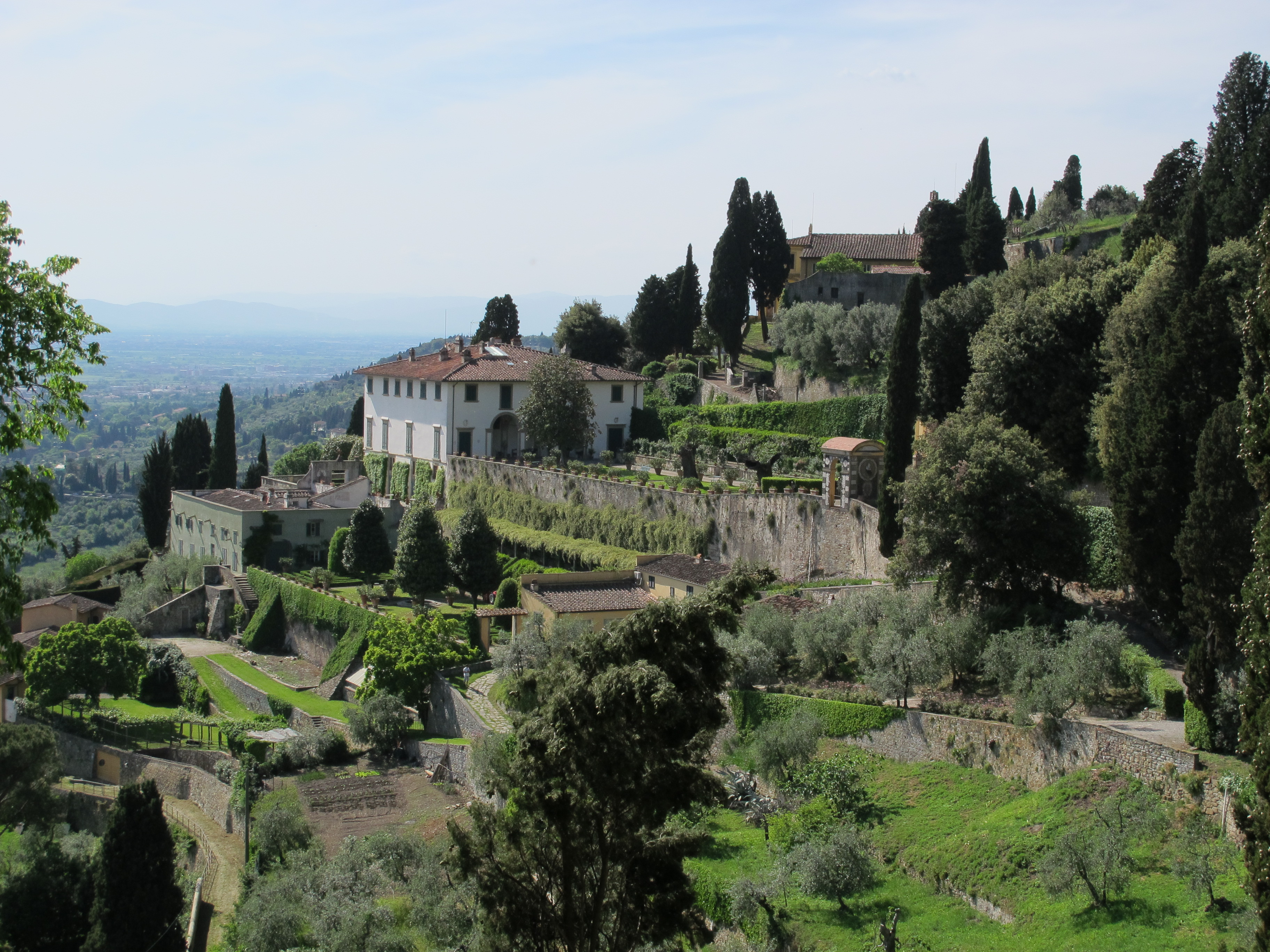
Вілла Медічі у Ф'єзоле
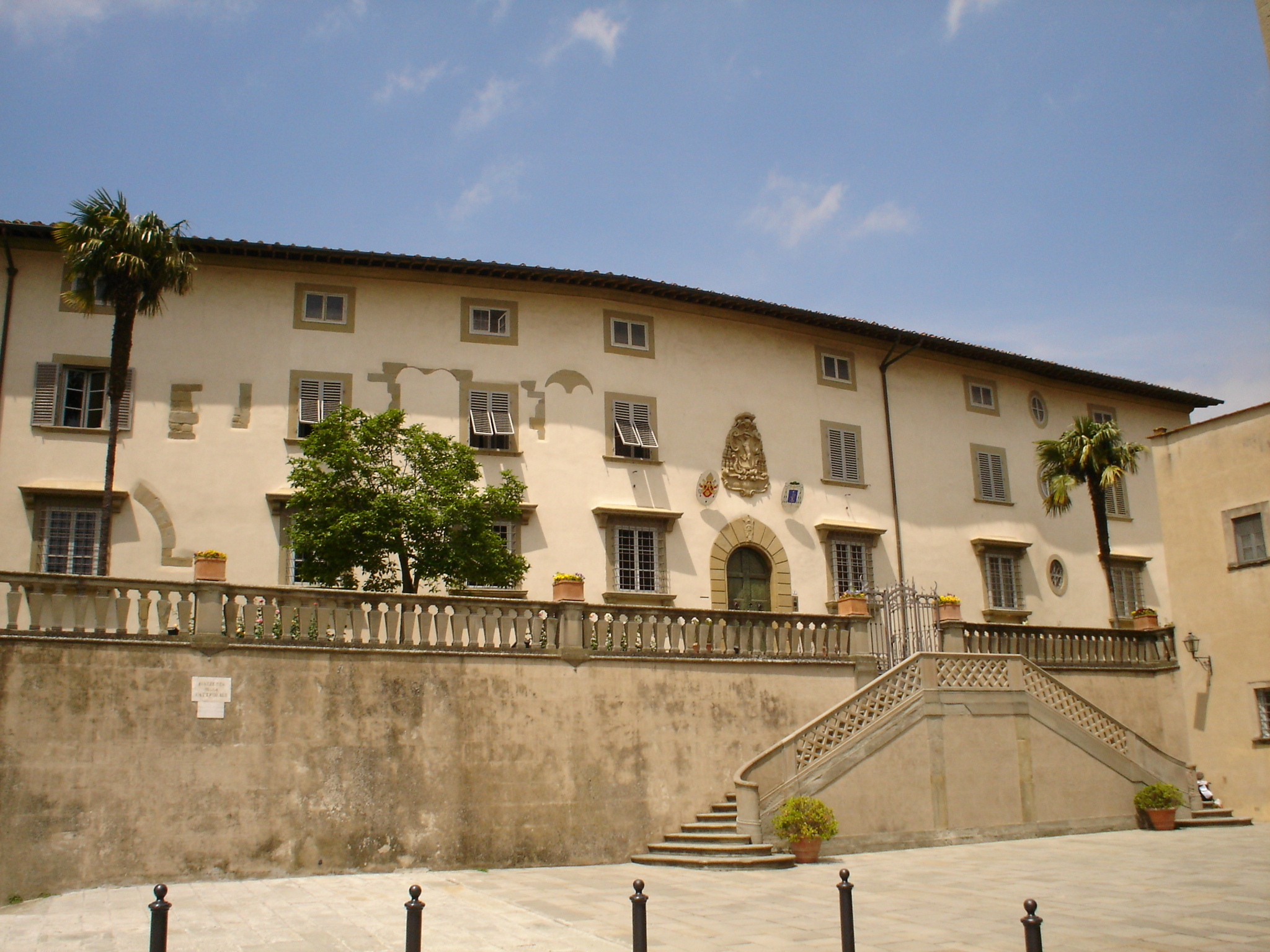
Єпископський палац
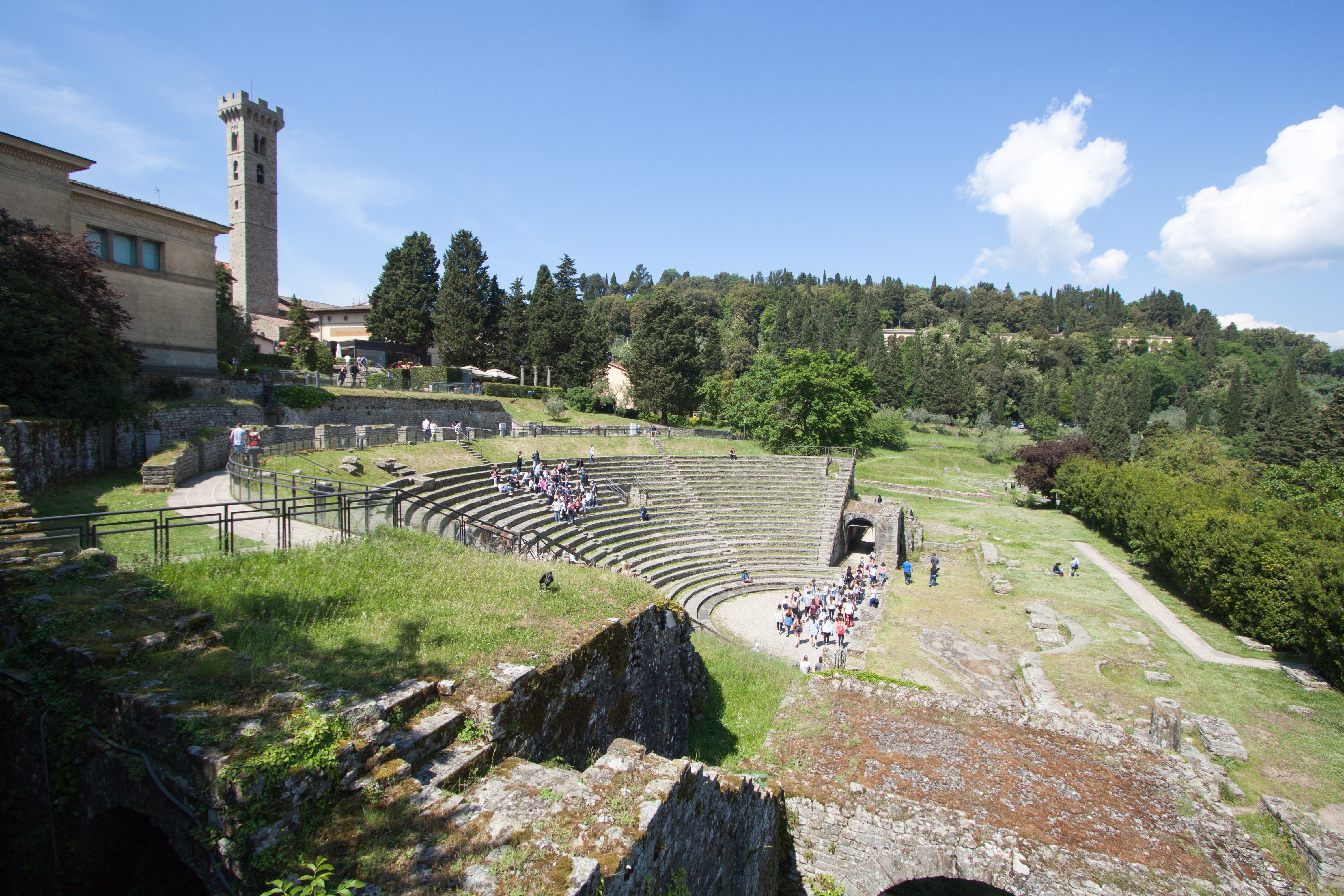
Римський театр
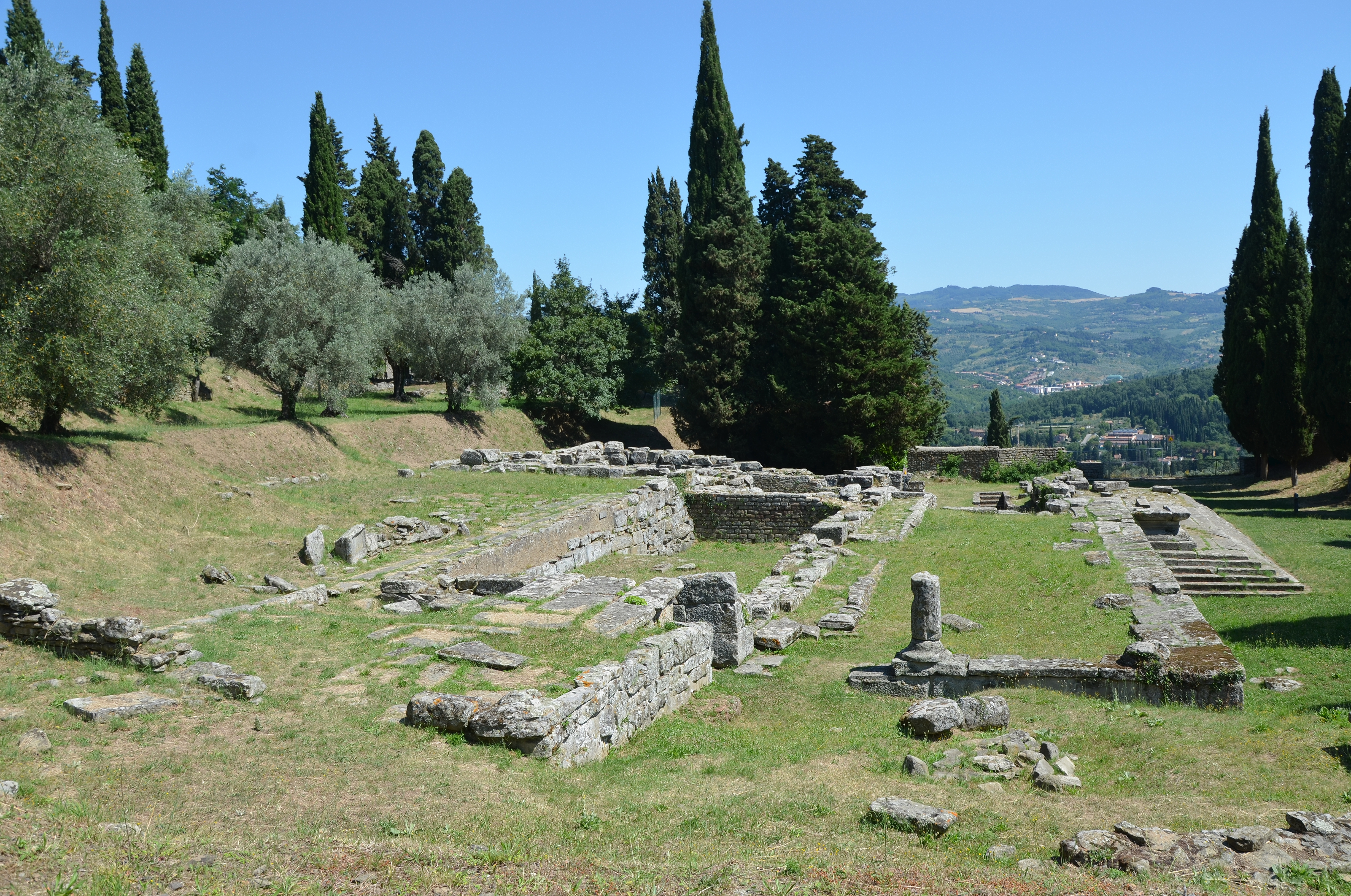
Розкопки колишнього етруско-римського храму
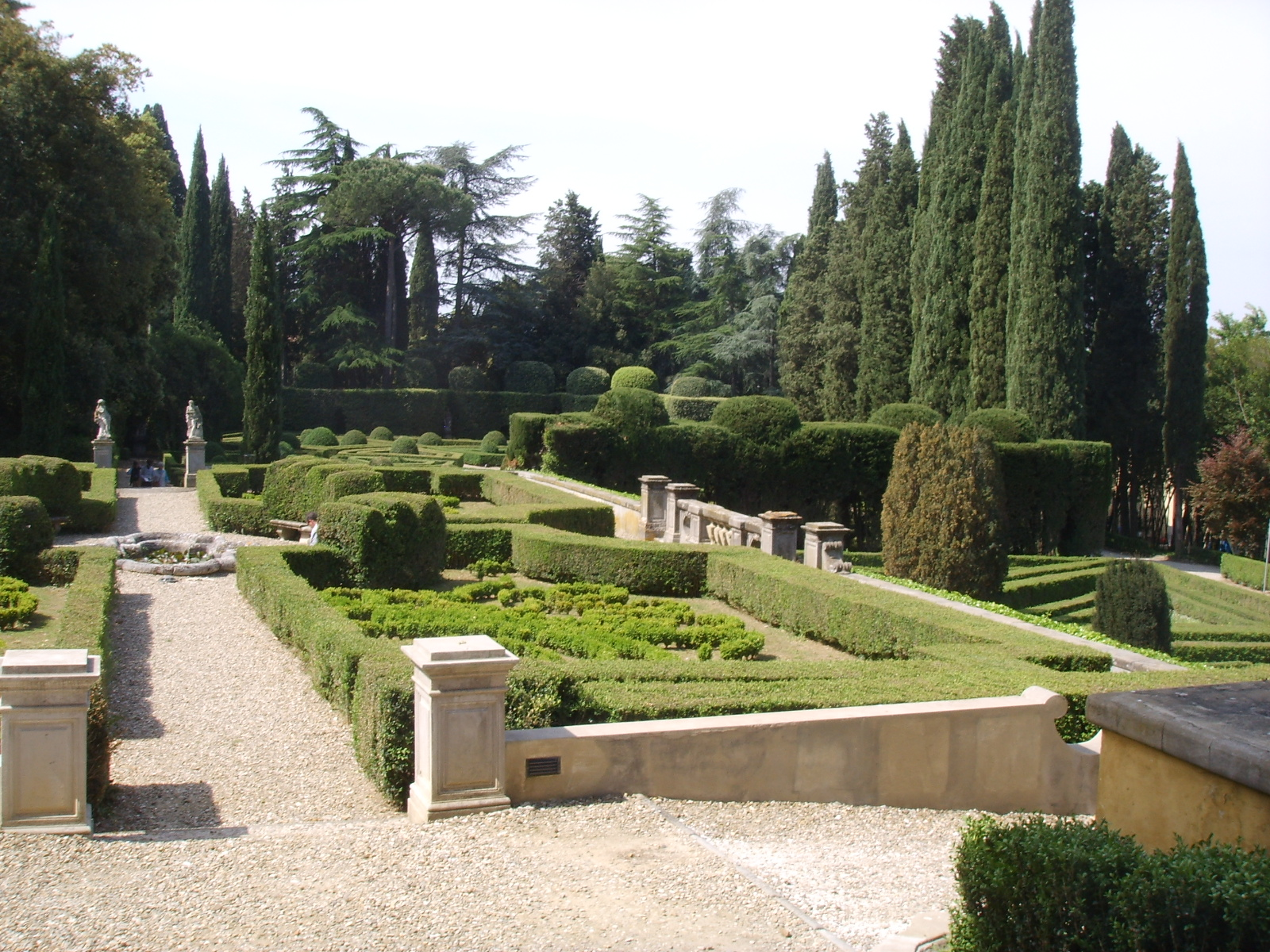
Сад вілли Скіфанойя, майданчик Декамерона Джованні Бокаччо
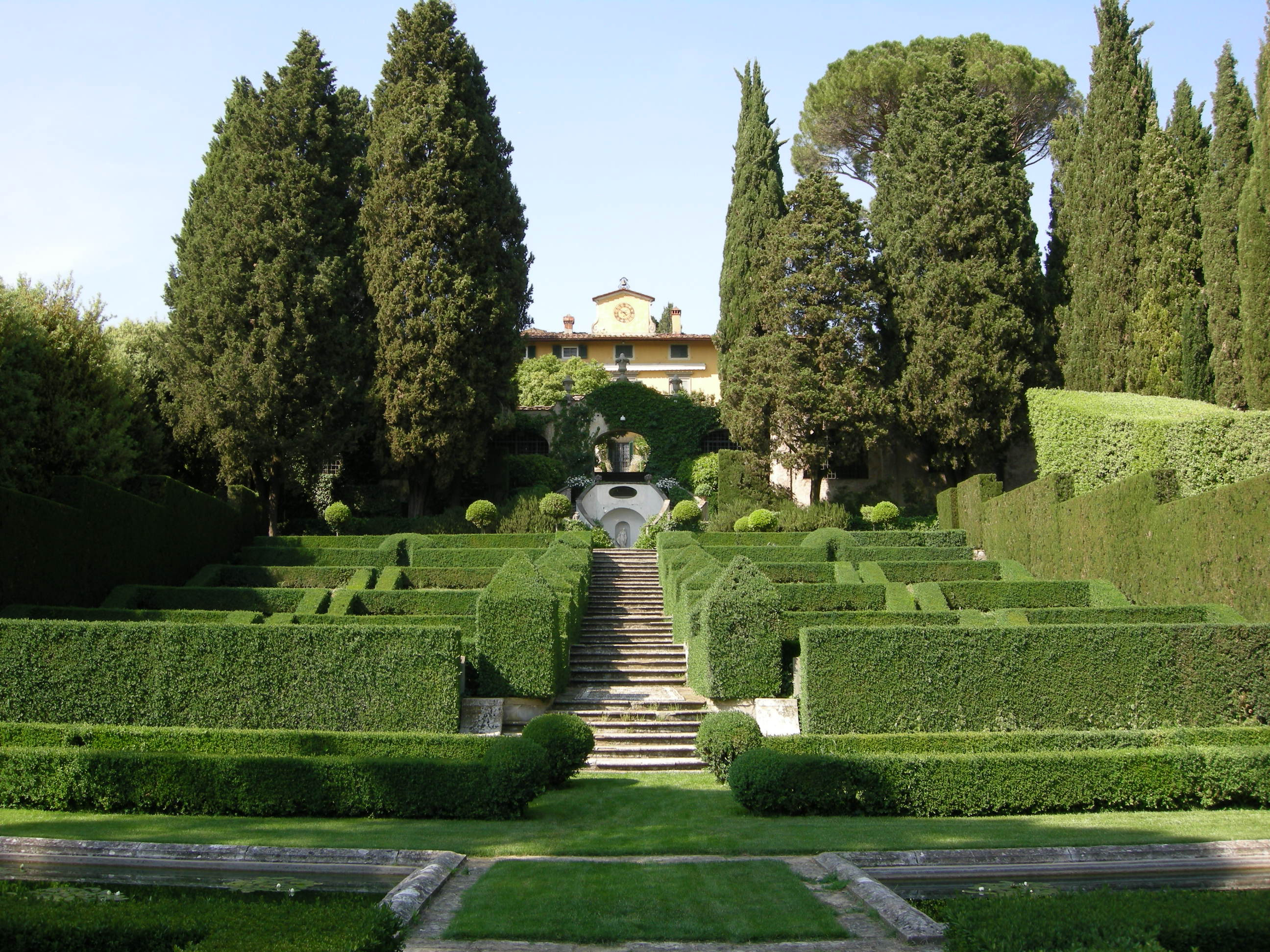
Вілла І Татті, штаб-квартира Гарвардського університету у Флоренції
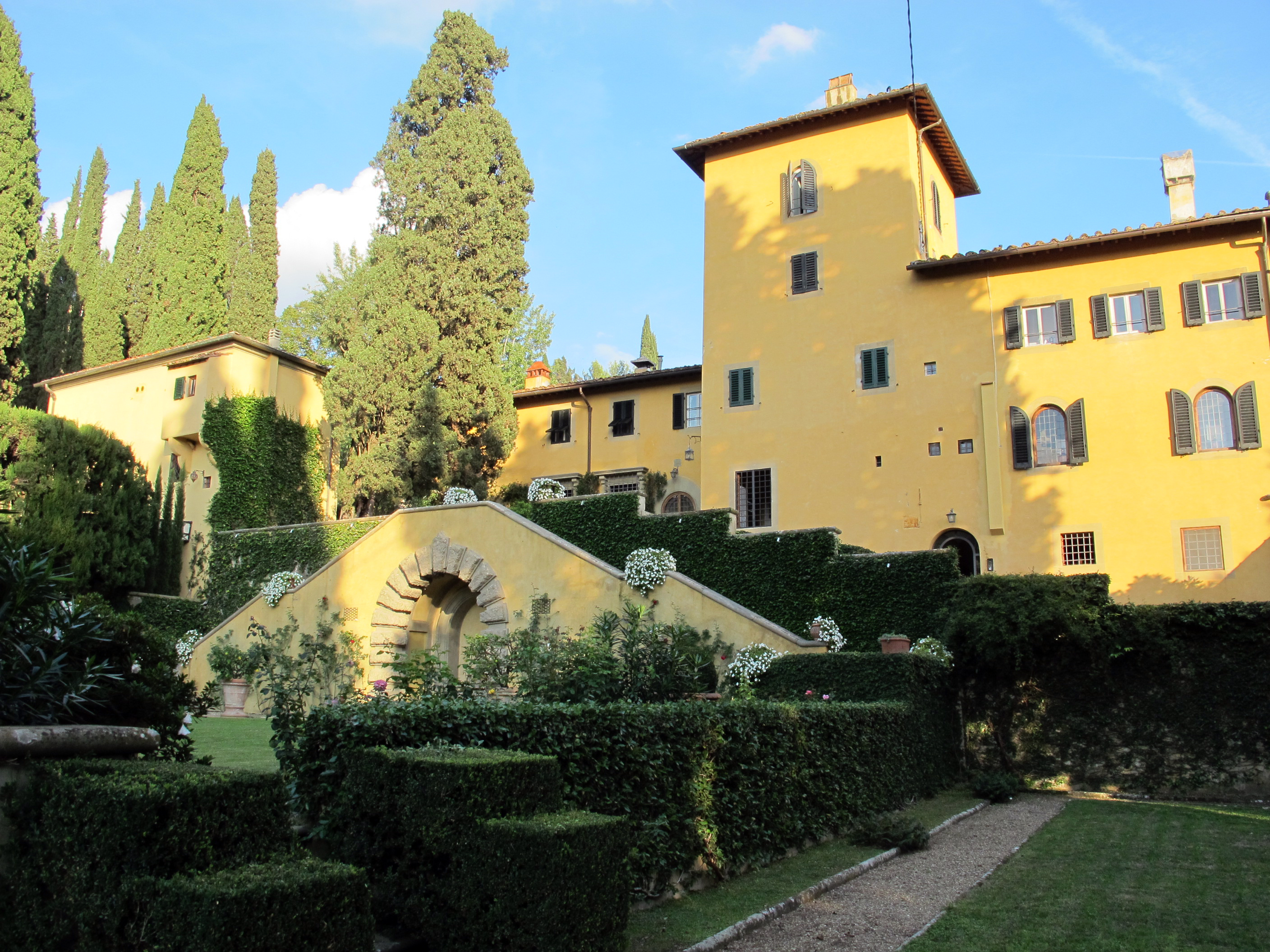
Вілла Спарта, колишня резиденція у вигнанні греко-румунської королівської родини
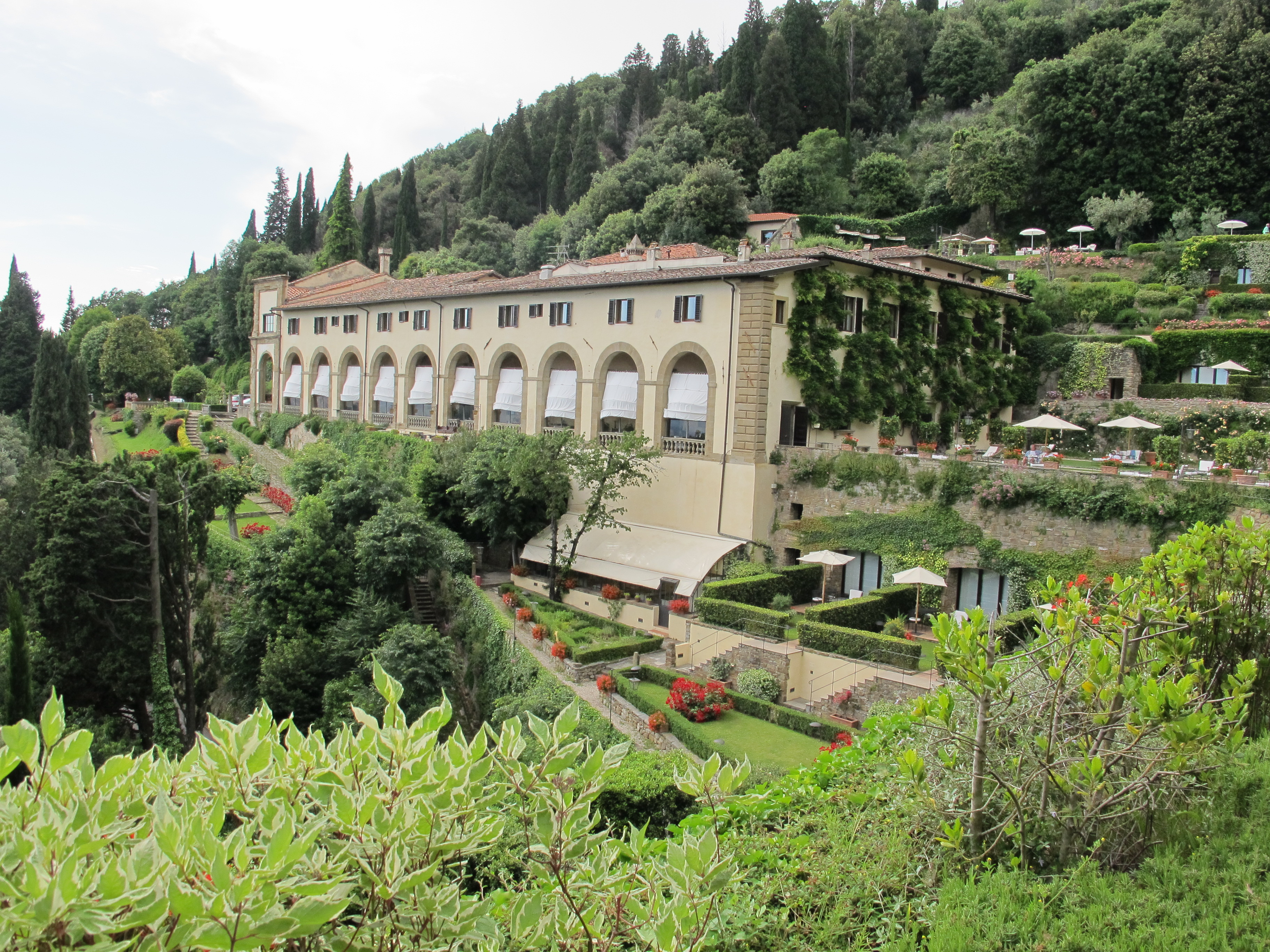
Вілла Сан-Мікеле, заснована на архітектурних кресленнях Мікеланджело
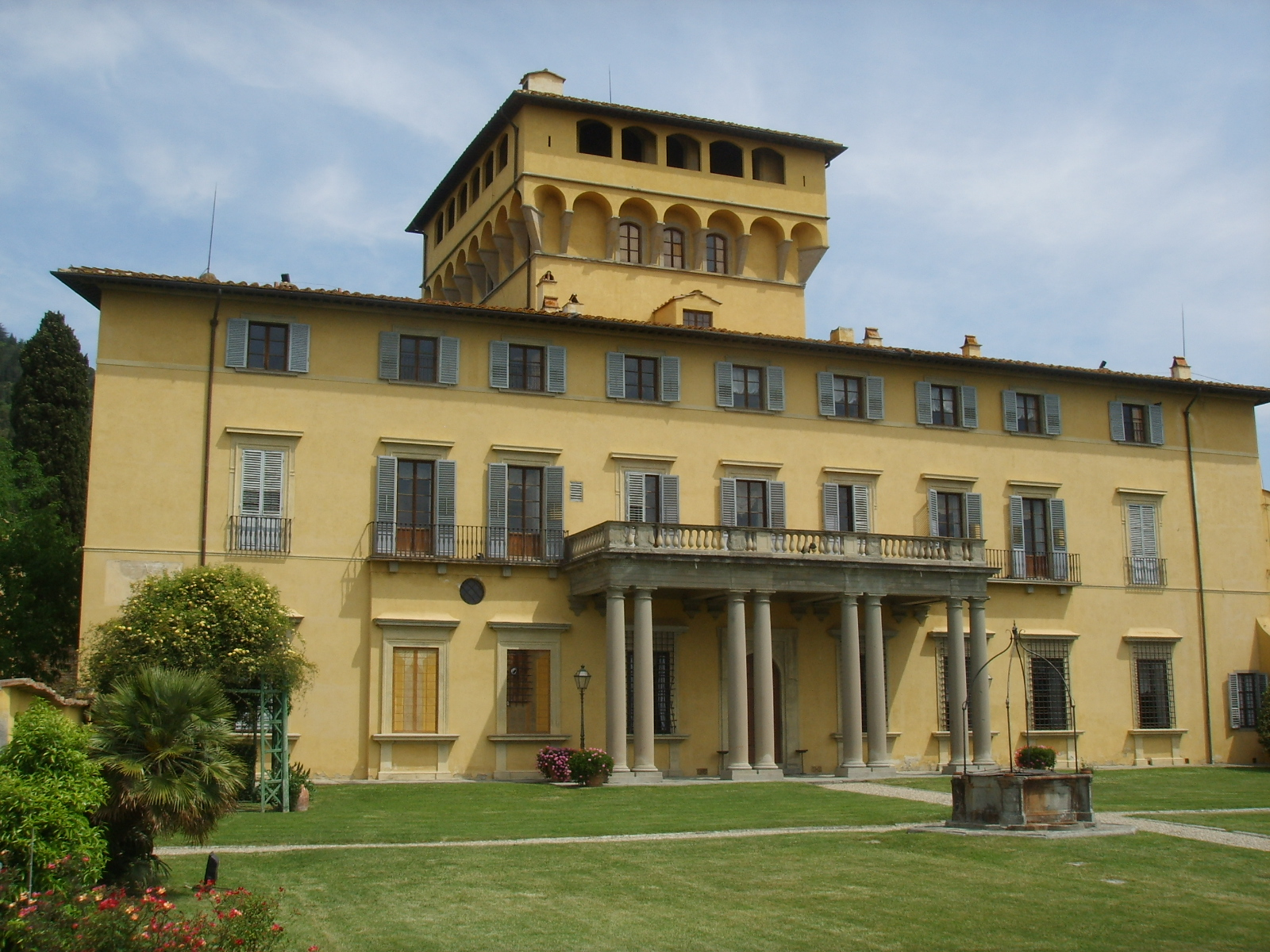
Вілла ді Майано
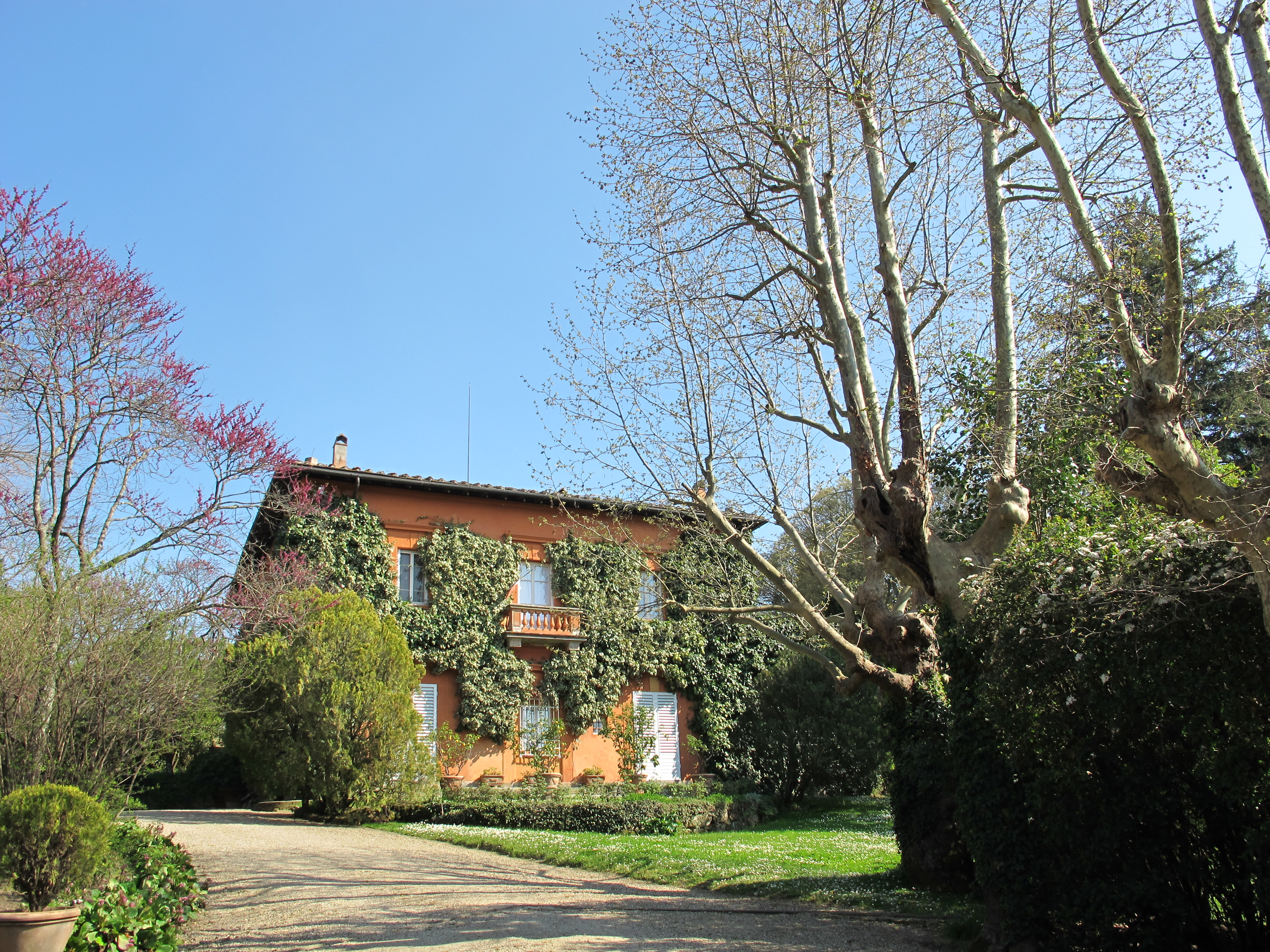
Вілла Монтечечері, де Леонардо да Вінчі вперше експериментував з авіамоделями